# Fiume San Pedro
Il San Pedro è un fiume che scorre dal Messico agli Stati Uniti d'America sulla linea nord-sud.

## Percorso
Ha la sua fonte 16 chilometri a sud di Sierra Vista, in Arizona, vicino Cananea, in Messico.
Scorre verso nord per 230 km, attraversando la Contea di Santa Cruz, la Contea di Cochise, la Contea di Graham, la Contea di Pima e la Contea di Pinal, fino a confluire nel fiume Gila presso la città di Winkelman.